# NGC 3501

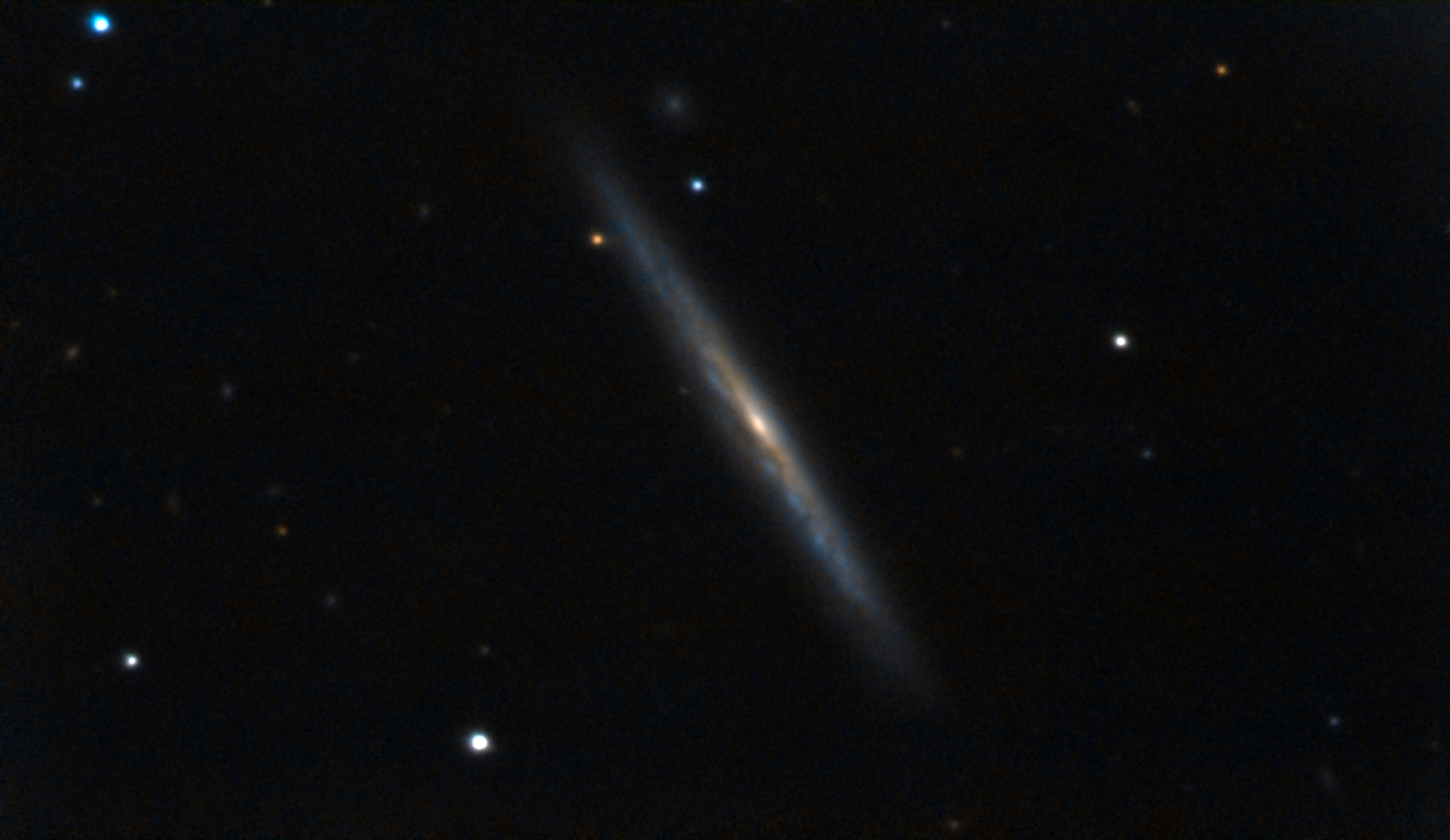
NGC 3501 par des moyens amateurs

NGC 3501 est une galaxie spirale vue par la tranche et située dans la constellation du Lion. NGC 3501 a été découverte par l'astronome français Édouard Stephan en 1881.

## Caractéristiques
La classe de luminosité de NGC 3501 est III-IV et elle présente une large raie HI.

### Distance
Sa vitesse par rapport au fond diffus cosmologique est de 1 466 ± 24 km/s, ce qui correspond à une distance de Hubble de 21,6 ± 1,6 Mpc (∼70,5 millions d'al).
À ce jour, 22 mesures non basées sur le décalage vers le rouge (redshift) donnent une distance de 23,555 ± 1,989 Mpc (∼76,8 millions d'al), ce qui est à l'intérieur des valeurs de la distance de Hubble.

## Groupe de NGC 3507
La galaxie NGC 3507 est la galaxie la plus brillante d'un groupe de galaxies qui porte son nom. Selon A.M. Garcia, le groupe de NGC 3507 comprend au moins quatre autres galaxies : UGC 6095, UGC 6112, UGC 6171 et UGC 6181. Toutefois, on doit ajouter NGC 3501 à cette liste, car elle forme une paire de galaxies avec NGC 3507.

### Paire de galaxies

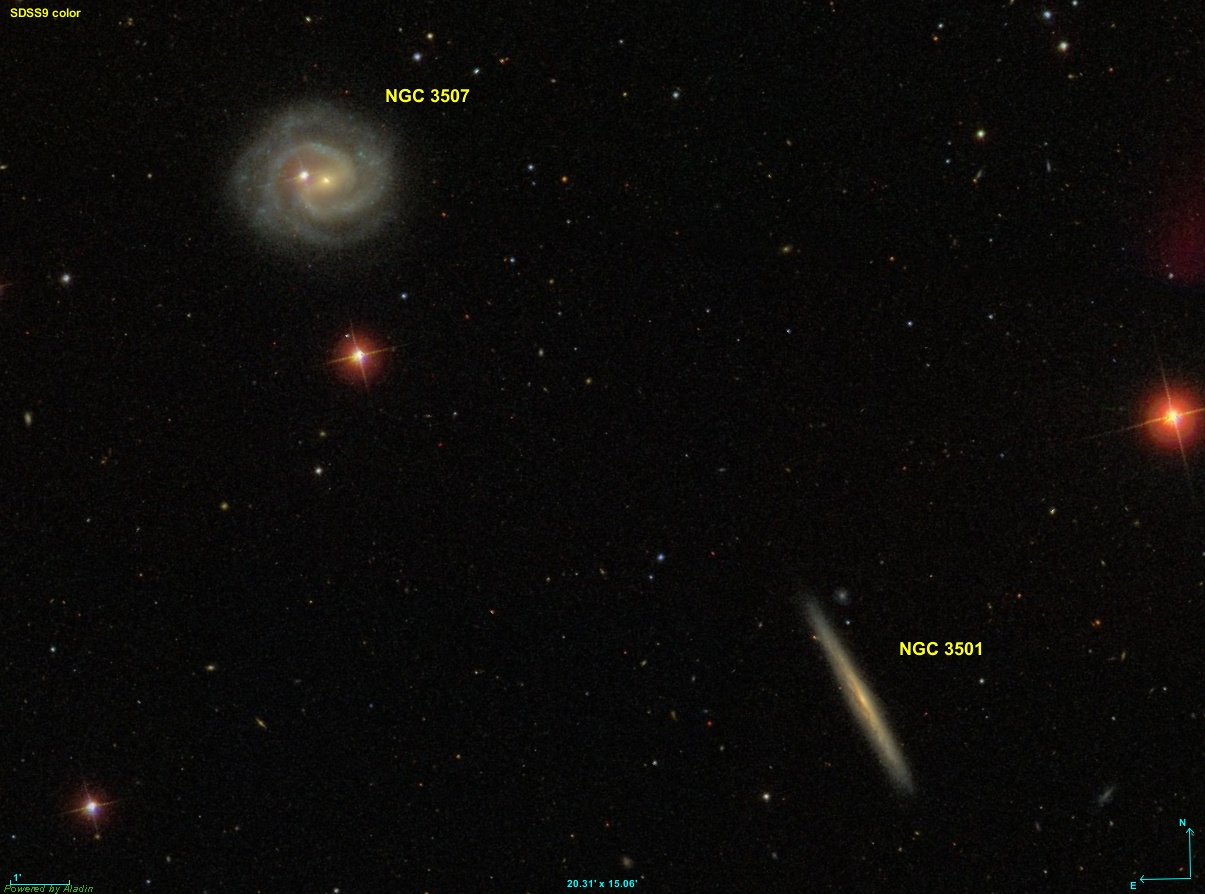
La paire de galaxies NGC 3501 et NGC 3507.

NGC 3501 et NGC 3507 forment une paire de galaxies.